# 34307 Arielhaas
34307 Arielhaas è un asteroide della fascia principale. Scoperto nel 2000, presenta un'orbita caratterizzata da un semiasse maggiore pari a 2,6437528 au e da un'eccentricità di 0,1383163, inclinata di 2,89799° rispetto all'eclittica.